# 이카루가 (비디오 게임)
《이카루가》(일본어: 斑鳩, Ikaruga)는 일본 기업 트레저가 제작한 진행형 슈팅 게임이다. 세가의 아케이드 기판 세가 나오미를 기반으로 개발돼, 2001년 12월 일본에서 처음 기동됐다.
《이카루가》의 주요 게임플레이 특징은 조종사 신라가 탑승한 기체 이카루가를 플레이어가 임의로 흰색과 검은색 두 가지 특성으로 바꿀 수 있는 것이다. 게임 내에 등장하는 모든 적들과 탄들은 흰색이나 검은색을 띠고 있는데, 플레이어와 같은 색의 탄과 닿으면 흡수하나 반대색 탄에 부딪히면 이카루가가 파괴된다. 이카루가의 양색을 바꿔 적들에게 대응할 수 있는 점을 이용해 게임 내 스테이지들을 돌파하고 보스들을 격파하는 것이 주된 목표이다.
본래 1998년에 출시됐던 《레이디언트 실버건》의 후속작으로서 개발됐으며, 1997년의 《실루엣 미라주》로부터도 일부 게임플레이 요소들을 따왔다. 제작 개발진은 총 8명으로, 이 중 다섯은 트레저 내부 개발자들이고 나머지는 G.rev에서 지원했다.
인상깊은 그래픽과 혁신적인 게임 디자인으로 호평을 받은 《이카루가》는 이후 언론에서 트레저를 상징하는 최고의 슈팅 게임으로 회자됐다. 아케이드로 처음 출시된 후 2002년에 드림캐스트 이식판이 발매됐다. 초기 아케이드판과 드림캐스트판 모두 일본에서만 출시됐고, 이후 2003년 게임큐브로 발매된 이식판이 전세계로 발매됐다. 그 후 엑스박스 360, 마이크로소프트 윈도우, 플레이스테이션 4 및 닌텐도 스위치로도 발매됐다. 2013년에는 디지털 아케이드 플랫폼 NESiCAxLive로 재발매됐다.

## 평가
| 평론 점수 평론사 점수 드림캐스트 GC 유로게이머 N/A 8/10 [ 2 ] 패미츠 N/A 36/40 [ 3 ] 게임스팟 8.5/10 [ 4 ] 8.8/10 [ 5 ] IGN N/A 8.3/10 [ 6 ] 닌텐도 라이프 N/A 9/10 [ 7 ] Dorimaga 8.7/10 [ 8 ] N/A 통합 점수 메타크리틱 N/A 85/100 [ 9 ] |            |        |
| 평론 점수 |            |        |
| 평론사 | 점수       | 점수   |
| 평론사 | 드림캐스트 | GC     |
| 유로게이머 | N/A        | 8/10   |
| 패미츠 | N/A        | 36/40  |
| 게임스팟 | 8.5/10     | 8.8/10 |
| IGN | N/A        | 8.3/10 |
| 닌텐도 라이프 | N/A        | 9/10   |
| Dorimaga | 8.7/10     | N/A    |
| 통합 점수 |            |        |
| 메타크리틱 | N/A        | 85/100 |